# Streptoloma sumbarense
Streptoloma sumbarense är en korsblommig växtart som först beskrevs av Vladimir Ippolitovich Lipsky, och fick sitt nu gällande namn av Viktor Petrovitj Botjantsev. Streptoloma sumbarense ingår i släktet Streptoloma och familjen korsblommiga växter. Inga underarter finns listade i Catalogue of Life.